# Petter Martinsen
Petter Marentius Martinsen (Sarpsborg, 14 maggio 1887 – Sarpsborg, 27 dicembre 1972) è stato un ginnasta norvegese.

## Palmarès

### Olimpiadi
- 1 medaglia:
  - 1 oro (Stoccolma 1912 nel concorso libero a squadre)